# Ruggero (nome)
Ruggero  è un nome proprio di persona italiano maschile.

## Varianti
- Maschili: Ruggiero,[1][2] Roggero,[3] Ruggeri
  - Ipocoristici: Geri, Gero
- Femminili: Ruggera, Ruggerina

### Varianti in altre lingue
- Anglosassone: Hroðgar,[1] Hrothgar
- Francese: Roger[1]
- Germanico: Hrodger[1]
- Greco moderno: Ρογήρος (Rogīros)
- Inglese: Roger,[1] Rodger[1]
  - Ipocoristici: Rodge[1]
- Islandese: Hróðgeir

- Limburghese
  - Ipocoristici: Ruth[4]
- Olandese: Rutger,[1] Rogier,[1] Rogiër
- Norreno: Hróðgeirr[1]
- Polacco: Roger
- Portoghese: Rogério[1]
- Svedese: Roger[1]
- Tedesco: Rüdiger,[1] Rutger, Roger[1]

## Origine e diffusione
Deriva dal nome germanico Hrodger o Hrotger che, composto dai termini hrod o hruod ("fama", "gloria") e ger ("lancia"), può essere tradotto come "lancia gloriosa" o "famoso con la lancia" o, per estensione, "guerriero famoso". I normanni lo portarono in Inghilterra, dove rimpiazzò il nome imparentato Hroðgar (nome di un leggendario re citato nel Beowulf). Il nome norvegese Roar può essere una variante di Ruggero, tuttavia la sua etimologia ha diverse interpretazioni. Non va invece confuso col nome spagnolo Rogelio, che ha origine differente, sebbene i due vengano occasionalmente accostati.
Documentato sin dalla fine del IX secolo nelle forme latinizzate Rotecherius, Rotgerius e Rogerius, il nome Ruggero venne introdotto in Italia attorno all'anno 1000 attraverso il francese antico Rogier. La sua diffusione è dovuta anche ai sovrani normanni con questo nome che governarono e conquistarono la Sicilia nell'XI secolo. Attualmente è accentrato al Nord, mentre la forma Ruggiero è diffusa in Campania, in Puglia e in Sicilia e Roggero è tipico del Piemonte.
Al di fuori dell'Italia, il nome è particolarmente diffuso in Francia e in Inghilterra, dov'è noto nella forma Roger; anche in quest'ultimo paese venne portato dai normanni, e durante il Medioevo divenne molto comune; al XVIII secolo il suo uso si era rarificato, ma venne ripreso negli anni seguenti.
Il nome, nella sua forma Roger ha avuto altresì diversi usi nel corso del tempo. Negli anni 1630 si documenta il suo uso per indicare una persona generica, al pari dell'italiano Tizio; fra gli anni 1650 e 1870 divenne uno slang indicante il pene, da cui derivò l'ulteriore slang di "accoppiarsi con una donna", attestato nel 1711. Il suo uso forse più noto è però quello radiofonico, col significato di "sì, capisco" ("ricevuto"), attestato sin dal 1941 ma forse usato dalla RAF già tre anni prima.

## Onomastico
L'onomastico si può festeggiare il 30 dicembre in memoria di san Ruggero di Canne, vescovo di Canne, protettore di Barletta. Si ricordano con questo nome anche:
- 4 gennaio, san Ruggero d'Élan, abate[9]
- 14 gennaio, beato Ruggiero di Todi, monaco francescano a Rieti[10]
- 27 febbraio, beato Roger Filcock, gesuita e martire con altri compagni a Sandwich[11]
- 1º marzo, beato Roger Lefort, vescovo di Bourges[12]
- 18 marzo, beato Ruggero Wrenno, martire a Lancaster con il beato Giovanni Thules[13]
- 7 luglio, beato Ruggero Dickinson, martire con altri compagni a Winchester[14]
- 27 agosto, beato Ruggero Cadwallador, martire a Leominster[15][16]
- 12 settembre, beato Ruggero Faverge, dei Fratelli delle Scuole Cristiane, uno dei 64 martiri dei pontoni di Rochefort
- 15 novembre, beato Roger James, monaco e martire con altri compagni a Tor Hill (Glastonbury)[17]
- 22 novembre, diversi martiri di Inghilterra, Scozia e Galles, fra cui i già citati Ruggero Cadwallador e Roger Filcock, ricordati complessivamente in questa data[16]

## Persone

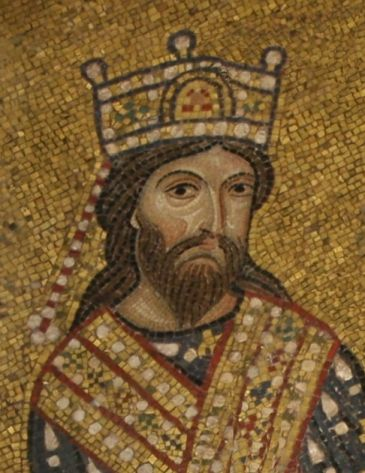
Ruggero II di Sicilia

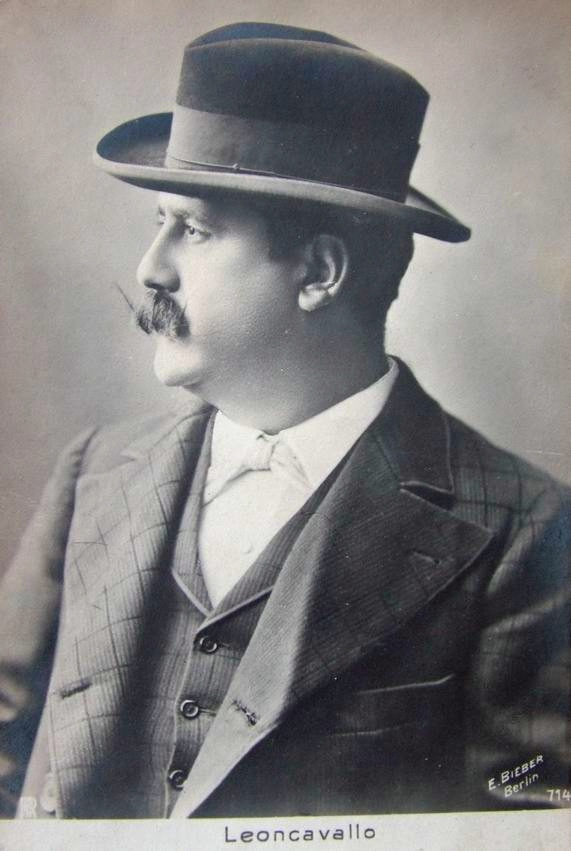
Ruggero Leoncavallo

- Ruggero di Canne, vescovo e santo italiano
- Ruggero I di Sicilia, chiamato anche "Gran Conte Ruggero" e "Ruggero il Bosso", della dinastia degli Altavilla, fratello di Roberto il Guiscardo, conquistatore e primo Gran Conte di Sicilia
- Ruggero II di Sicilia, detto anche Ruggero il Normanno, figlio e successore del primo
- Ruggero Bacone, filosofo, scienziato, teologo ed alchimista britannico
- Ruggero Borsa, cavaliere normanno
- Ruggero Deodato, regista, attore e sceneggiatore italiano
- Ruggero Grieco, politico italiano
- Ruggero Leoncavallo, compositore italiano
- Ruggero Orlando, giornalista e politico italiano
- Ruggero Pasquarelli, attore e cantante italiano
- Ruggero Raimondi, basso-baritono e attore italiano
- Ruggero Ruggeri, attore italiano
- Ruggero Settimo, ammiraglio e politico

### Variante Ruggiero

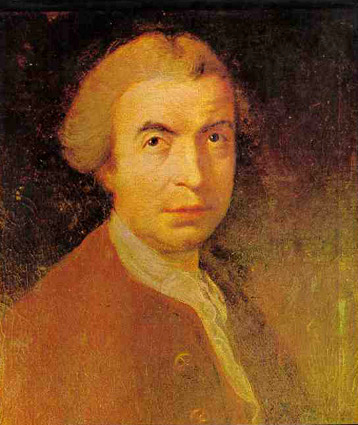
Ruggiero Giuseppe Boscovich

- Ruggiero Amico, filologo e politico italiano
- Ruggiero Bonghi, statista, filologo, politico e letterato
- Ruggiero Giuseppe Boscovich, astronomo, matematico, fisico, padre gesuita, filosofo, diplomatico e poeta dalmata
- Ruggiero Cannito, allenatore di calcio e calciatore italiano
- Ruggiero di Lauria, ammiraglio italiano
- Ruggiero Lattanzio, medico e docente italiano
- Ruggiero Rizzitelli, calciatore italiano

### Variante Roger

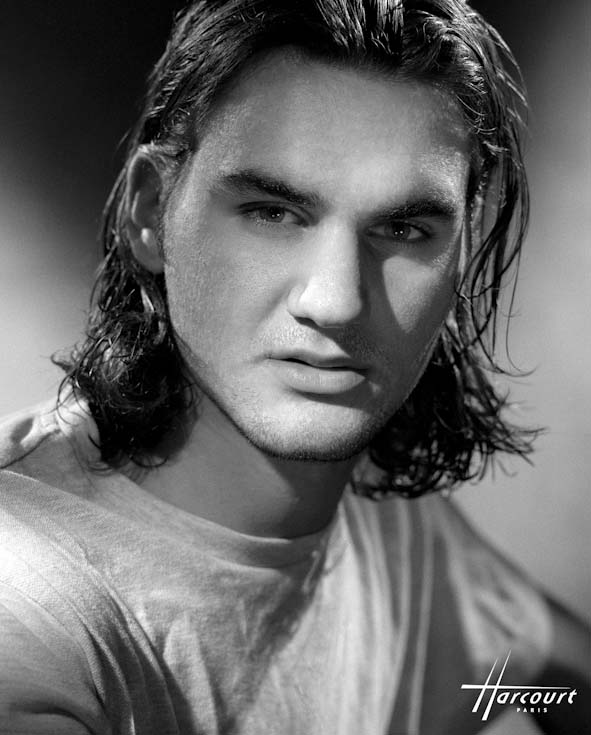
Roger Federer

- Roger Corman, produttore cinematografico e regista statunitense
- Roger De Vlaeminck, ciclista su strada, pistard e ciclocrossista belga
- Roger Ebert, critico cinematografico e sceneggiatore statunitense
- Roger Etchegaray, cardinale e arcivescovo cattolico francese
- Roger Federer, tennista svizzero
- Roger Milla, calciatore camerunese
- Roger Moore, attore britannico
- Roger Taylor, polistrumentista, cantautore e compositore britannico
- Roger Waters, musicista britannico

### Variante Rodger
- Rodger Bumpass, attore e doppiatore statunitense
- Rodger Farrington, cestista britannico
- Rodger Kamenetz, poeta e saggista statunitense
- Rodger Ward, pilota automobilistico statunitense

### Variante Rutger
- Rutger Hauer, attore olandese

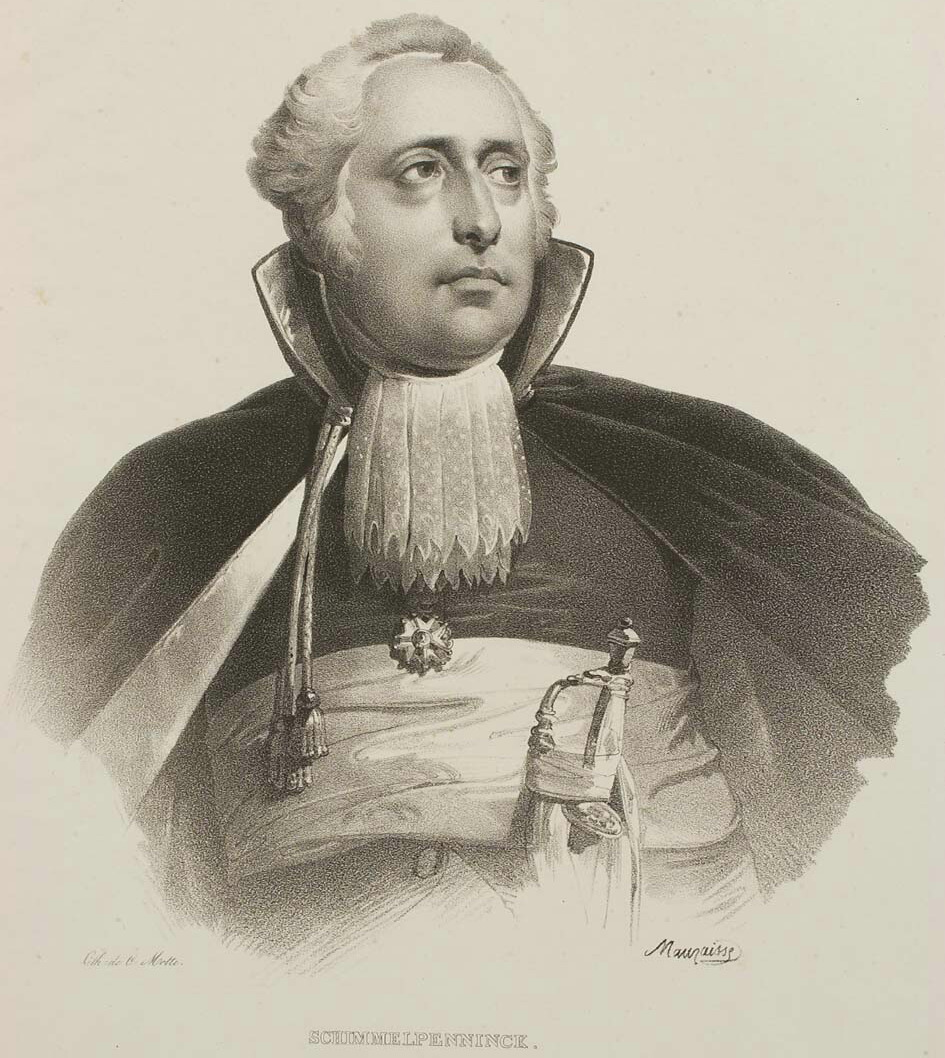
Rutger Jan Schimmelpenninck

- Rutger Jan Schimmelpenninck, politico olandese
- Rutger Smith, atleta olandese
- Rutger Worm, calciatore olandese

### Variante Rüdiger

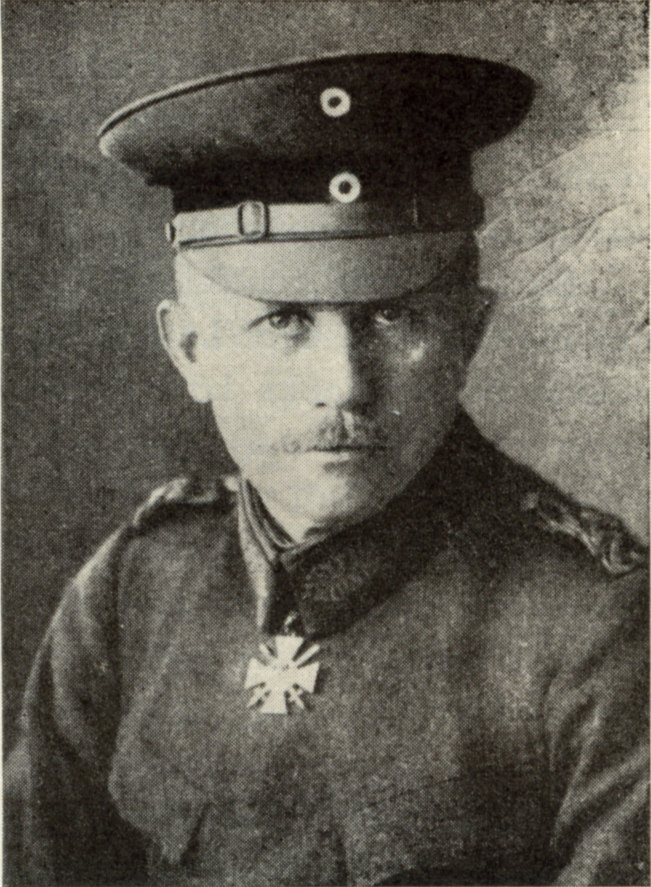
Rüdiger von der Goltz

- Rüdiger Abramczik, allenatore di calcio e calciatore tedesco
- Rüdiger Bubner, filosofo tedesco
- Rüdiger Helm, canoista tedesco
- Rüdiger Joswig, attore e doppiatore tedesco
- Rüdiger Schnuphase, calciatore tedesco
- Rüdiger Vogler, attore tedesco
- Rüdiger Vollborn, calciatore tedesco
- Rüdiger von der Goltz, generale tedesco

### Variante Rogério
- Rogério Ceni, calciatore brasiliano
- Rogério Mielo, giocatore di calcio a 5 brasiliano
- Rogério Fidélis Régis, calciatore brasiliano
- Rogério Klafke, cestista brasiliano
- Rogério Moraes Lourenço, allenatore di calcio e calciatore brasiliano
- Rogério Motta, giocatore di calcio a 5 brasiliano
- Rogério Santana Alves, giocatore di calcio a 5 brasiliano

### Altre varianti
- Ruggieri Apuliese, poeta italiano
- Ruggieri degli Ubaldini, arcivescovo cattolico italiano
- Rogier Molhoek, calciatore olandese
- Roggero Musmeci Ferrari Bravo, anche noto con lo pseudonimo di Ignis, scrittore italiano
- Rutgerus Rescius, grecista ed editore fiammingo
- Rogier van der Weyden, pittore fiammingo
- Rogier Wassen, tennista olandese

## Il nome nelle arti
- Ruggero (o Ruggiero) è uno dei principali personaggi dell'Orlando Furioso di Ludovico Ariosto.
- Roger è un personaggio della sitcom animata American Dad!.
- Ruggero De Ceglie è un personaggio della serie televisiva I soliti idioti.
- Roger Rabbit è un personaggio del film Chi ha incastrato Roger Rabbit.
- Roger Buster è un personaggio di F-Zero
- Roger & Me è un documentario del regista Michael Moore.
- L'assassinio di Roger Ackroyd è un romanzo di Agatha Christie, considerato fra i capolavori della letteratura poliziesca.